# 君、僕。
「君、僕。」（きみ ぼく）は、Kis-My-Ft2の22作目のシングル。2018年10月3日にavex traxから発売された。

## 概要
初回盤A/B、通常盤の3形態で発売。3形態それぞれに異なるカップリング曲が収録され、全5曲の収録曲全てが「君と僕とのラブソング」をテーマとした楽曲となっている。3形態全て予約した場合、先着特典として動画が視聴できるシリアルナンバーと、メンバービジュアルのジャケットカードが付与される。

### 販売形態
- 初回盤Ａ（AVCD-94185/B）：CD+DVD
- 初回盤Ｂ（AVCD-94186/B）：CD+DVD
- 通常盤（AVCD-94187）：CD

## チャート成績
2018年10月15日付オリコン週間シングルチャートで1位を獲得。同チャートでのシングル1位獲得は、デビューシングル「Everybody Go」から22作連続22作目となった。
初週売上枚数：19万4768枚（オリコン集計）
2018年12月9日までに、累計21万2629枚を売り上げ、2018年の年間オリコンアルバムランキングで32位を獲得した。

## 収録内容

### CD

#### 通常盤
1. 君、僕。［5:04］
作詞・作曲・編曲：ASAHARU，マシコタツロウ，ha-j
  - Kis-My-Ft2出演 コーワ「ホッカイロ新ぬくぬく当番」CMソング

MVでは、間奏部分で「キッステップ（Kis-Tep）」と名付けられた高速ステップダンスを披露している。また、歌詞の中にメンバーカラーの七色が散りばめられており、シングル曲としては初めてメンバー全員にソロパートがある[7]。
DVD/Blu-ray「LIVE TOUR 2019 FREE HUGS!」通常盤特典スペシャルエディットCDには、オルゴールバージョンが収録されている。
2. Your Life［4:06］
作詞：井上紗矢香、作曲：take4・U-KIRIN・KE1、編曲：U-KIRIN
  - フジテレビ系「もしもツアーズ」テーマソング
3. Still song for you［3:19］
作詞：草川瞬・T-CHU、作曲：草川瞬・RINZO・T-CHU、編曲：RINZO、Additional Arrangement：HIKIE
4. KIS-MY-VOICE（ボーナストラック）
「告白」、「応援」、「キュンキュン」、「おやすみ」、「おはよう」の5つのうち、各メンバーが選んだソロボイスメッセージを3トラックずつ収録している。

#### 初回盤A
1. 君、僕。
2. Rainy Days［3:28］
作詞：Atsushi Shimada、作曲：P3AK・Tommy Clint、編曲：P3AK

#### 初回盤B
1. 君、僕。
2. ソライロ［5:24］
作詞・作曲：竹内雄彦、編曲：千葉純治

### DVD

#### 初回盤A
1. 「君、僕。」MUSIC VIDEO
2. 「君、僕。」MUSIC VIDEOメイキングドキュメント
間奏のステップダンスの振り付けレクチャー映像も含まれている。

#### 初回盤B
1. 「KIS-MY-PARTY 〜グランピング de わっちゃわちゃ！キタガヤタマヨコミヤニカセン大騒ぎ！ゆるスポもやっちゃうよスペシャル〜」

### シリアル動画
※3形態（初回盤A/B・通常盤）全予約特典
- 「LIVE TOUR 2018 Yummy!! 〜you&me〜」先得スペシャルMOVIE

## 収録作品
| 楽曲タイトル       | 収録                        | 収録                                                                |
| ------------------ | --------------------------- | ------------------------------------------------------------------- |
| 君、僕。           | CDシングル                  | 『君、僕。』                                                        |
| 君、僕。           | ミュージック・ビデオ        | 『君、僕。』〈初回盤A〉                                             |
| 君、僕。           | ライブ映像                  | 『君を大好きだ』〈EXTRA盤〉 （LIVE TOUR 2018 YOU&ME Extra Yummy!!） |
| 君、僕。           | CDアルバム                  | 『FREE HUGS!』                                                      |
| 君、僕。           | ライブ映像                  | 『LIVE TOUR 2019 FREE HUGS!』                                       |
| 君、僕。           | CDアルバム                  | 『BEST of Kis-My-Ft2』                                              |
| 君、僕。           | ミュージック・ビデオ        | 『BEST of Kis-My-Ft2』〈初回盤A〉                                   |
| Rainy Days         | CDシングル                  | 『君、僕。』〈初回盤A〉                                             |
| Rainy Days         | ライブ映像                  | 『LIVE TOUR 2020 To-y2』                                            |
| Rainy Days         | CD （スペシャルエディット） | 『LIVE TOUR 2020 To-y2』〈通常盤DVD〉                               |
| ソライロ           | CDシングル                  | 『君、僕。』〈初回盤B〉                                             |
| ソライロ           | ライブ映像                  | 『君を大好きだ』〈EXTRA盤〉 （LIVE TOUR 2018 YOU&ME Extra Yummy!!） |
| Your Life          | CDシングル                  | 『君、僕。』〈通常盤〉                                              |
| Still song for you | CDシングル                  | 『君、僕。』〈通常盤〉                                              |
| Still song for you | ライブ映像                  | 『君を大好きだ』〈EXTRA盤〉 （LIVE TOUR 2018 YOU&ME Extra Yummy!!） |
| Still song for you | ライブ映像                  | 『LIVE TOUR 2020 To-y2』〈初回盤Blu-ray〉                           |
| Still song for you | ライブ映像                  | 『BEST of Kis-My-Ft2』〈通常盤〉                                    |